# Diphyus victoriae
Diphyus victoriae là một loài tò vò trong họ Ichneumonidae.